# 인교 천황
인교 천황(일본어: 允恭天皇, 376년? ~ 453년 2월 8일)은 제19대 일본 천황(재위 : 412년 12월 ~ 453년 1월 14일)이다. 일본식 시호는 오아사즈마와쿠고노스쿠네노미코토(雄朝津間稚子宿禰尊, 男浅津間若子宿禰王)이다. 중국의 「송서」·「양서」에 기록되어 있는 왜5왕 중에 왜왕 제(濟)로 비정되고 있다. 닌토쿠 천황의 제4 황자이다. 어머니는 가쓰라기노 소쓰히코의 딸인 이와노히메노미코토이며, 리추 천황, 한제이 천황의 친동생이다.

## 생애
- 410년 1월, 한제이 천황이 황태자를 정하고 사망했기 때문에 군신들이 상의해 오아사즈마와쿠고노스쿠네노미코토를 천황(대왕)으로 추천하였다. 미코토는 병을 이유로 거절하였지만 412년 12월, 오시사카노오나카쓰 공주의 강한 요청으로 즉위하였다.
- 414년 8월, 신라에서 온 의사 김무가 천황의 병을 치료하였다.
- 415년 9월, 여러 성씨의 혼란을 바로잡기 위해, 아스카의 아마카시노오카에서 구가타치(盟神探湯)를 실시하였다.
- 416년 7월, 다마다노스쿠네(가쓰라기노 소쓰히코의 손자)가 반역을 꾀해 주살하였다.
- 418년 12월, 황후의 누이인 소토리 공주를 입궁시키지만, 황후의 미움을 사 후지와라궁(나라현 가시하라시)에 살게 하였다.
- 419년 추정 : 신라 왕자 미사흔을 구출하려던 박제상을 신하로 삼으려 했다가 무시하자 그를 고문해 죽였다.

- 419년 2월, 소토리 공주가 황후의 질투를 이유로 지누궁(오사카부 이즈미사노시)로 옮겼다.
- 435년 6월, 황태자인 기나시노카루 황자와 천황의 동생인 가루노오이라쓰메 황녀의 근친상간이 발각되어. 가루노오이라쓰메노 황녀를 이요에 유배하였다.
- 453년 1월, 사망하였다.

## 가족 관계
- 아버지 : 일본 제16대 닌토쿠 천황(仁徳天皇, 257~399)
- 어머니 : 이와노히메노미코토(磐之媛命)
  - 황후 : 오시사카노오오나카쓰히메(忍坂大中姫) - 왕비 소토오시이라쓰히메(衣通郎姫)의 언니
    - 장남 : 기나시노카루노미코(木梨軽皇子)[1]
    - 장녀 : 나가타노오오이라쓰메노미코(名形大娘皇女)
    - 차남 : 사카이노쿠로히코노미코(境黒彦皇子, 401 이전~456)
    - 3남 : 일본 제20대 안코 천황(安康天皇, 410?~456)
    - 차녀 : 가루노오오이라쓰메노미코(軽大娘皇女)[2]
    - 4남 : 야쓰리노시라히코노미코(八釣白彦皇子, 401 이후~456)
    - 5남 : 일본 제21대 유랴쿠 천황(雄略天皇, 418~479)
    - 3녀 : 다지마노타치바나노오오이라쓰메노미코(但馬橘大娘皇女)
    - 4녀 : 사카미노히메미코(酒見皇女)

  - 왕비 : 소토오시이라쓰히메(衣通郎姫) - 황후 오시사카노오오나카쓰히메(忍坂大中姫)의 여동생

## 같이 보기
- 왜5왕